# Ognjen Koroman
Ognjen Koroman (szerb cirill betűkkel Огњен Короман; Pale, 1978. szeptember 19. – ) szerb válogatott labdarúgó.

## Pályafutása

### Klubcsapatban
A Crvena zvezda utánpótlásában nevelkedett. 1997-ben az FK Radnički csapatában kezdte a pályafutását. 1998 és 2000 között a Spartak Subotica játékosa volt. 2000 és 2002 között az OFK Beogradban játszott. 2002-ben Oroszországba szerződött a Gyinamo Moszkva csapatához, ahol egy évet töltött. 2003-tól 2005-ig a Krilja Szovetov Szamarában szerepelt. 2005 és 2007 között a Tyerek Groznij játékosa volt, de a 2006–07-es szezonban kölcsönadták az angol Portsmouthnak. 2007-től 2009-ig a Crvena zvezdát erősítette, melynek színeiben 2007-ben bajnoki címet szerzett és megnyerte a szerb labdarúgókupát. 2009-ben Dél-Koreába szerződött az Incshon United csapatához. 2010-ben visszatért a Crvena zvezdához, de nem töltötte ki a két éves szerződését és 2011-ben a Krilja Szovetov Szamarához igazolt. 2013-ban bejelentette a visszavonulását.

### A válogatottban
2002 és 2006 között 27 alkalommal szerepelt a szerb-montenegrói válogatottban és 1 gólt szerzett. Részt vett a 2006-os világbajnokságon, ahol Hollandia ellen csereként, az Argentína elleni csoportmérkőzésen pedig kezdőként lépett pályára. Elefántcsontpart ellen nem kapott lehetőséget.
2006 és 2007 között 9 mérkőzésen lépett pályára a szerb válogatottban. 

## Sikerei, díjai
Crvena zvezda
- Szerb bajnok (1): 2006–07
- Szerb kupagyőztes (1): 2006–07